# 위나강

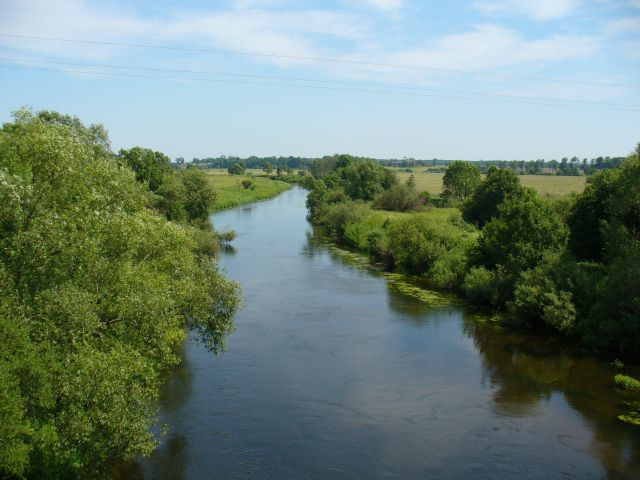

위나강(폴란드어: Łyna, 러시아어: Лава, 독일어: Alle)는 폴란드와 러시아(칼리닌그라드주)를 흘러 가는 강으로, 폴란드 북동부에서 발원을 한 뒤 칼리닌그라드주로 흘러 간다. 프레골랴강으로 합류한다. 유역길이는 264 km(190 km는 폴란드쪽, 74 km는 러시아쪽)이고, 면적은 7,126 km2(5,719 km2가 폴란드쪽)이다.

## 위나 강변의 도시
- 올슈틴
- 도브레미아스토
- 리츠바르크바르민스키
- 바르토시체
- 세포폴
- 프라브딘스크